# Auskultation (medicin)
För andra betydelser, se auskultation.

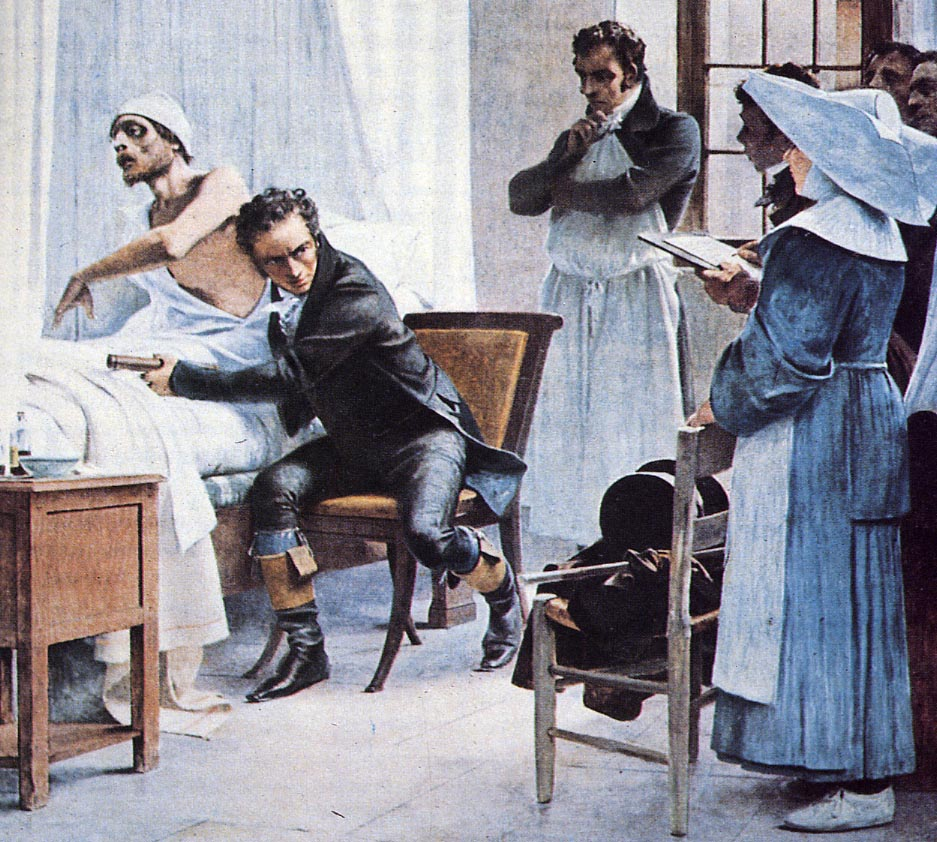
En läkare auskulterar en patient inför sina elever, målning av Théobald Chartran.

Auskultation (av latinets auscultare = lyssna, besläktat med auris = öra) är en typ av medicinsk undersökning där man lyssnar på ljud som alstras i patientens kropp. Vanligen hjärta och lungor men också tarmarna kan auskulteras för att få information om deras funktion.
Undersökningen görs nuförtiden med ett stetoskop och kallas då indirekt auskultation till skillnad från direkt auskultation då lyssnaren lägger örat direkt mot patientens kropp. I Svenska språket inom juridik sedan 1660 och inom medicin 1831.

## Hjärta
Från ett normalt hjärta hörs lub-dub, lub-dub, lub-dub... Lub är ljudet från stängningen av förmaksklaffarna (segelklaffarna), när kamrarnas stängning börjar. Dub är ljudet från kammarklaffarnas (fickklaffarna) stängning när kamrarnas sammandragning slutar. Ljudet är inte direkt från klaffarna som slår ihop, utan uppbromsningen av blodet när det stoppas av den slutna klaffen.
|  |
|  |

|  |
|  |

|  |
|  |

## Lungor
Ljuden från lungorna härrör från när luften strömmar in och ut ur lungorna och fyller eller lämnar alveolerna. Normala andningsljud beskrivs som vesikulära och ligger mellan 100 och 200 Hz. Ett mer väsande andningsljud hörs över luftstrupen, eftersom samma volym luft som fyller lungorna ska passera här. Patologiska andningsljud beskrivs i termer som rassel, ronki eller stridor, men terminologin är ofta vacklande. Nedan sammanfattas de tre vanligaste patologiska andningsljuden. 
|  |
|  |

|  |
|  |

|  |
|  |

## Tarmar
Tarmarna kan auskulteras för bedömning av deras funktion. Normalt ska man höra några ljud med mellanrum på 30–60 sekunder. Total avsaknad av ljud kan tyda på dysfunktion, liksom ljud av ekande eller 'metallisk' karaktär, vilket kan tyda på tarmvred.
| Namn     | Beskrivning                                                                                           | Hörs typiskt vid | Exempel     |
| -------- | --- | ---------------- | ----------- |
| Tarmvred | Hinder i tarmarna (tarmvred) kan medföra metalliska (eller klingande) ljud vid auskultation av buken. | Tarmvred         | \| \| \| \| |
|          | |                  |             |
|          | |                  |             |